# Harald Stutte

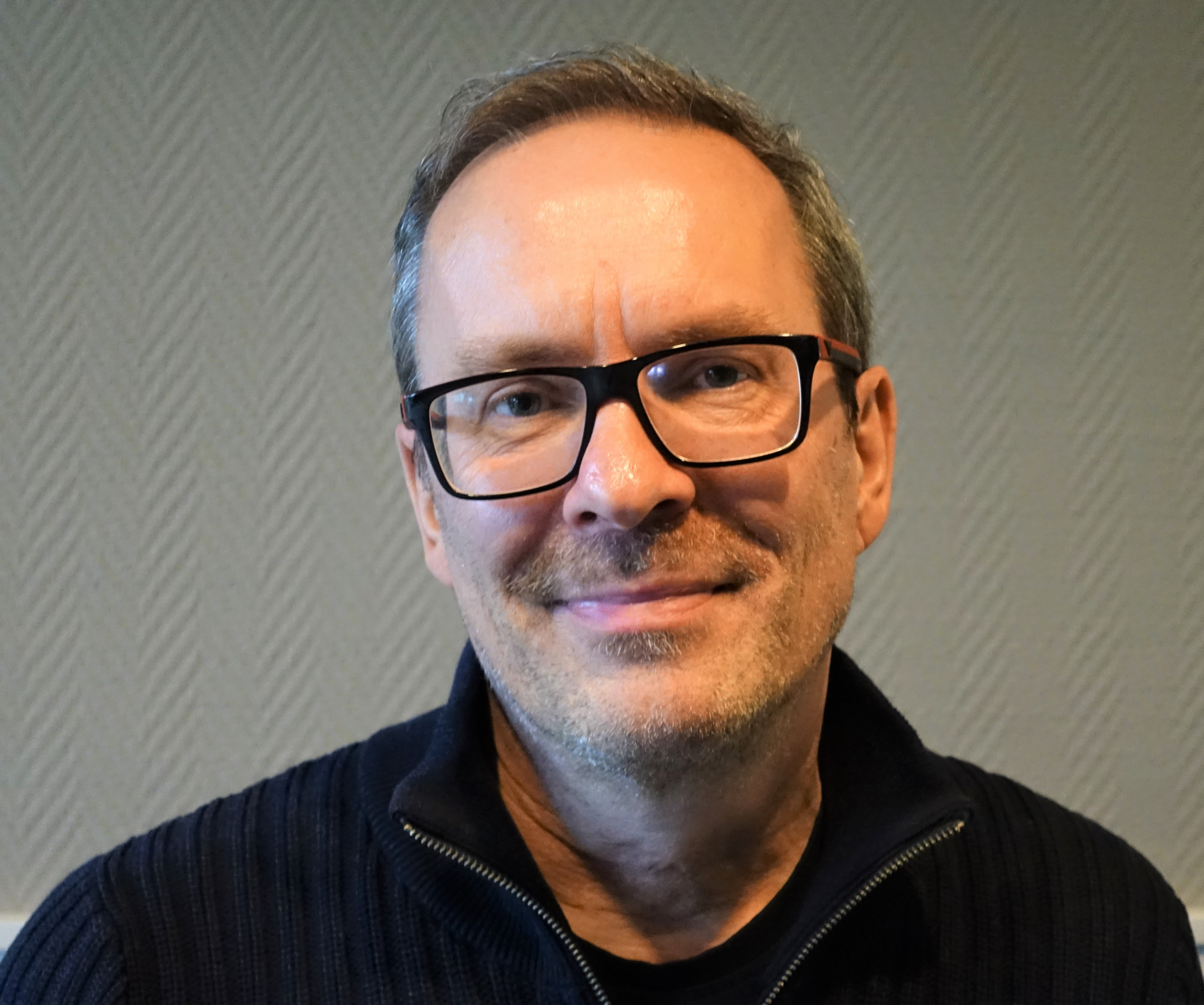
Harald Stutte (2023)

Harald Stutte (* 7. Oktober 1964 in Leipzig) ist ein deutscher Journalist und Buchautor.

## Leben
Stutte wuchs in Leipzig auf und machte 1984 das Abitur. Er wurde im Sommer 1984 beim Versuch, aus der DDR zu flüchten, in Bulgarien inhaftiert und zu einer 22-monatigen Freiheitsstrafe verurteilt. Stutte war in Gefängnissen des Ministeriums für Staatssicherheit und des DDR-Strafvollzugs und musste dort Zwangsarbeit im VEB Metallwaren Naumburg leisten. Im September 1985 wurde er von der Bundesrepublik freigekauft. Er studierte Politikwissenschaft und Geschichte.
Als freier Autor, Volontär und später Politikredakteur arbeitete er für verschiedene Zeitungsredaktionen in Deutschland, unter anderem für Spiegel Online. Seine Texte erschienen außerdem bei der Frankfurter Allgemeine Zeitung, Süddeutsche Zeitung und Welt am Sonntag. Seit 2018 ist Stutte Redakteur beim Redaktionsnetzwerk Deutschland, zuletzt im Wirtschaftsressort.
Im Rowohlt Verlag veröffentlichte Stutte mehrere Bücher, u. a. mit Günter Lucks. 
2021 erschien gemeinsam mit Uwe Carstens, dem Sohn einer ehemaligen Rotlichtgröße, das Buch Der Kleine von Dakota-Uwe.
2023 wurde das Buch "Wir wünschten uns Flügel" veröffentlicht, welches Stuttes Leben in der DDR und seinen Fluchtversuch in den Westen schildert.

## Schriften
- Ich war Hitlers letztes Aufgebot. Mit Günther Lucks, Rowohlt, Reinbek bei Hamburg 2010, ISBN 978-3-499-62589-3.
- Meine Davidwache. Geschichten vom Kiez. Mit Waldemar Paulsen, Rowohlt, Reinbek bei Hamburg 2012, ISBN 978-3-499-62839-9.
- Hitlers vergessene Kinderarmee. Mit Günther Lucks, Rowohlt, Reinbek bei Hamburg 2014, ISBN 978-3-499-63025-5.
- Der rote Hitlerjunge. Meine Kindheit zwischen Kommunismus und Hakenkreuz. Mit Günther Lucks, Rowohlt, Reinbek bei Hamburg 2015, ISBN 978-3-499-62923-5.
- Zehn Tage im Juli. Wie ich den Bombenkrieg auf Hamburg überlebte. Mit Günther Lucks, Rowohlt, Hamburg 2020, ISBN 978-3-499-00093-5.
- Der Kleine von Dakota-Uwe. Meine Kindheit auf St. Pauli. Mit Uwe Carstens, Rowohlt, Hamburg 2021, ISBN 978-3-499-00556-5.
- Wir wünschten uns Flügel. Eine turbulente Jugend in der DDR – und ein Fluchtversuch. Rowohlt, Hamburg 2023, ISBN 978-3-499-01071-2.